# Arnstein Arneberg

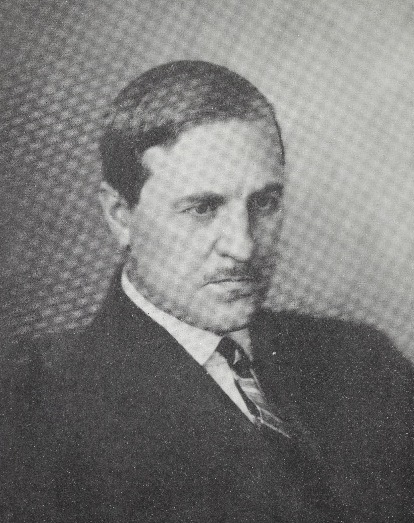
Arnstein Arneberg (1882–1961), Foto 1919

Arnstein Rynning Arneberg (* 6. Juli 1882 in Fredrikshald (heute Halden); † 9. Juni 1961 Svennes, Biri (heute Gjøvik)) war ein norwegischer Architekt. Seine zahlreichen öffentlichen und privaten Bauten, darunter das gemeinsam mit Magnus Poulsson entworfene Rathaus von Oslo, prägten die norwegische Architektur in der ersten Hälfte des 20. Jahrhunderts.
Schon als junger Architekt entwickelte er aus der Architektur der alten norwegischen Bauernhöfe seinen eigenen Stil, der die nationalromantischen Formen des 19. Jahrhunderts überwand. Später lehnte er sich an Renaissance und Barock an: Einflüsse seiner Studienzeit in Stockholm. Arnebergs Markenzeichen wurden die zahlreichen großbürgerlichen Villen, die er in und um Oslo errichtete; wobei die Villa Elsero als sein Meisterwerk gilt. Bei der Renovierung und dem Neubau von Kirchen ist seine Arbeit mit jener der bildenden Künstler eng verzahnt. Er verwendete strenge Ornamente (teilweise aus der Gotik entlehnt) und exquisite Materialien, so z. B. bei dem von ihm gestalteten Saal des UN-Sicherheitsrates in New York.

## Leben und Werk

### Familie
Arnstein Arneberg war der Sohn des Fabriksbesitzers Mauritz Otto Edvard Arneberg (1845–1913) und der Hermine Nicoline Mathilde Rynning (1858–1944). 1891 leitete der Vater eine Getreidemühle in Lysaker in Bærum (Akershus). Wie Arnstein, wurden auch seine älteren Schwestern Borghild (* 1874) und Margit (* 1879) im heute Halden genannten Fredrikshald geboren.
Der jüngere Bruder Eilif (* 1891 in Bærum; † 1951) durchlief an der Technischen Hochschule in Stockholm die Ausbildung zum Architekten, die er beim Ausbruch des Ersten Weltkriegs abbrechen musste. Er führte zusammen mit seinem Bruder Arnstein einige architektonische Aufträge aus und entwarf (unbedeutende) Villen und Kinos. In erster Linie betrieb er den kleinen Bauernhof Vang in Bærum, ebenfalls mit Arnstein als Miteigentümer.
Arnstein Arneberg gründete zwei Familien. Am 4. Juni 1910 heiratete er die Masseuse Aagot Kielland Skavlan (* 20. Mai 1888 in Kristiania (Oslo); † 2. Januar 1960), die Tochter des Professors Olaf Skavlan (1838–1891) und der Dagmar Kielland (1855–1931). Die Kinder aus dieser Ehe wurden in Kristiania geboren, nämlich die Töchter Gro (* 1911) und Lisbet (* 1917) sowie der Sohn Ebbe (* 1912). Während der Volkszählung 1920 lebte die Familie wieder in Lysaker (im Ortsteil Fornebo) und beschäftigte das schwedische Dienstmädchen Gerda Nilsson und die deutsche Kinderfrau Magda Siemen. Drei Jahre später, 1923, wurde die Ehe geschieden.
Die Tochter Gro Aagot Skavlan (* 30. Juni 1911; † 4. Februar 1964) wurde als Keramikerin durch ihren persönlichen Stil bekannt. Seit 1933 betrieb sie in Lysaker ihre eigene Werkstatt. Ihr Steingut, das mit einer hellen (manchmal auch dunklen) Zinnglasur überzogen war, verzierte sie mit einem Ornament aus stilisierten Blättern und Blumen, „die in bestimmten Feldern und Bändern angeordnet waren, meist so, dass die gesamte Oberfläche bedeckt war.“

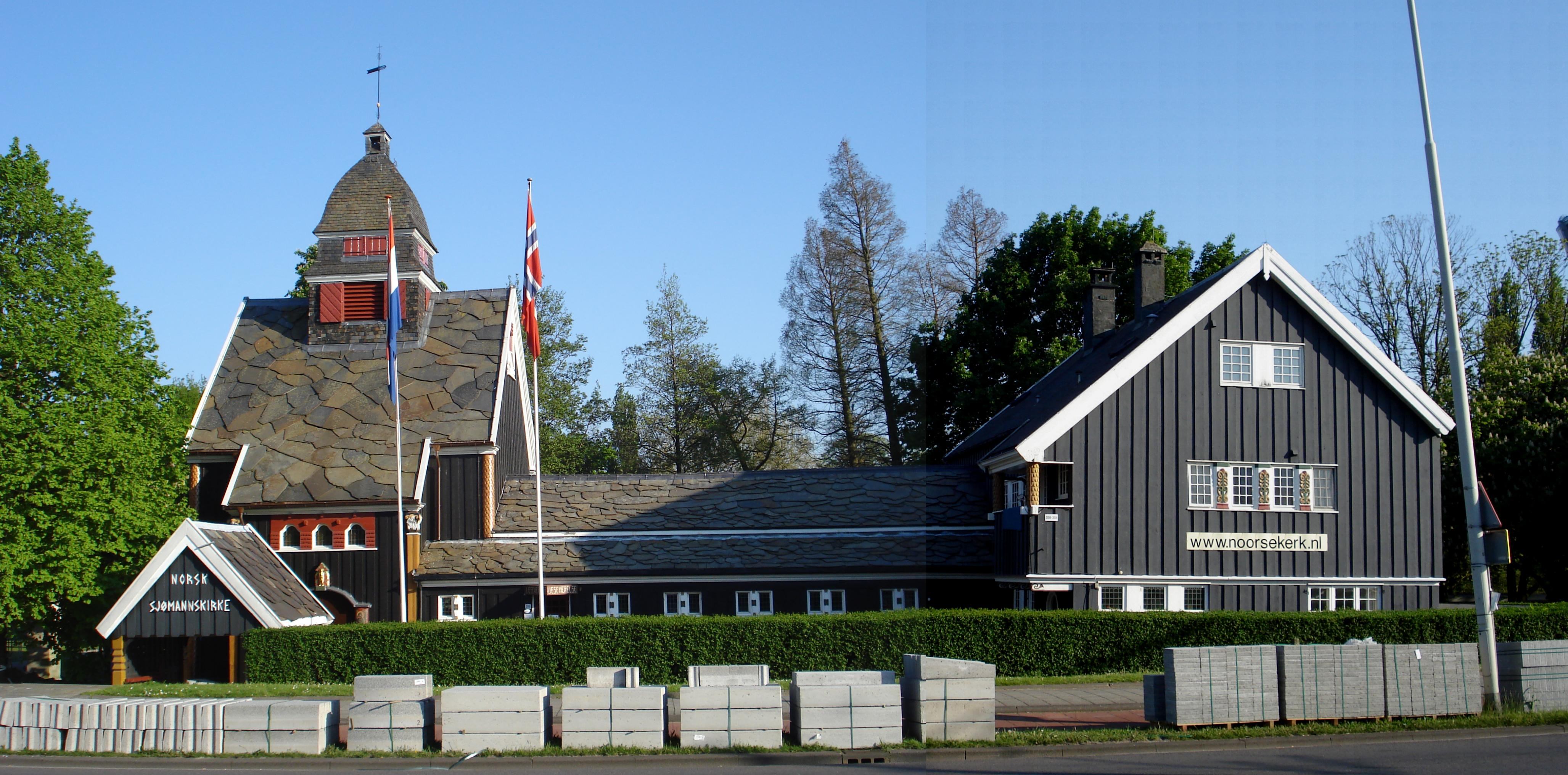
Den norske Sjømannskirke, Rotterdam, 1914.

1924 erbaute sich Arneberg mit Evenstad sein eigenes Wohnhaus in Kristiania in der Madserud allé 38 im Frognerpark. Die nahe gelegene Straße Arnstein Arnebergs vei (früher ein Teil von Jonsrudveien) trägt diesen Namen seit 1998. Drei Villen in dieser Gegend wurden von Arneberg entworfen, darunter Elsero (Nr. 3), und Joakim Lehmkuhl (später Ragnar Stoud Platou, Nr. 14). Auch in Bærum (Fornebu) gibt es seit 1986 eine Arnstein Arnebergs vei.
Am 30. Juni 1925 heiratete Arnstein Arneberg erneut, nämlich Eva Elisabeth Reimers (* 20. Mai 1901 in Østre Bærum; † 16. Februar 1987), Tochter des høyesterettsadvokat (Anwalt am Obersten Gerichtshof) Herman Foss Reimers (1874–1961) und der Ragnhild (Lally) Astrup (1878–1919). In dieser Ehe wurde 1929 die Tochter Birthe geboren.
Arnstein Arneberg wurde am 14. Juni 1961 in der Neuen Kapelle des Vestre Krematoriums in Oslo verabschiedet und im Familiengrab auf dem Haslum-Friedhof in Bærum beigesetzt.

### Studium
Arnebergs Architekturausbildung war vielschichtig und zog sich über acht Jahre. 1899–1902 wurde er an Den kongelige tegneskole (Königliche Zeichenschule) von Herman M. Schirmer unterrichtet. Professor Schirmer unternahm mit seinen Studenten Studienreisen in die Täler Norwegens und vermittelte ihnen damit profunde Kenntnisse über alte Holzbautechniken. „Dies stand in scharfem Kontrast zur bisherigen Architekturausbildung, die ganz von deutschen Vorbildern geprägt war. In diesem Sinne riet Schirmer seinen Studenten auch, sich für das abschließende Architekturstudium in Schweden zu bewerben.“
Arnstein Arneberg absolvierte dieses Studium 1904–1906 an der Kungliga Tekniska Högskolan bei den Professoren Isak Gustaf Clason und Erik Lallerstedt. In Stockholm gehörte er zu einer Gruppe norwegischer Kommilitonen, die später einflussreiche Architekten werden sollten, darunter Magnus Poulsson, Andreas Bjercke und Georg Eliassen. In ihrem Studentenwohnheim Grøttum formulierte die Gruppe ihr zukünftiges Programm: Å utvikle en selvstendig norsk arkitektur tuftet på tradisjonell norsk byggekunst. (Eine selbständige norwegische Architektur zu entwickeln, die auf der traditionellen norwegischen Baukunst basiert.)
Vor, neben und nach seinem Studium lernte Arneberg als Assistent von Architekten in Kristiania und Stockholm (Alfred Chr. Dahl, Ole Sverre, Gustaf Lindgren, Erik Lallerstedt) die Praxis seines zukünftigen Berufs kennen. Und er erwarb sich handwerkliche Fähigkeiten als Maurer und Schmied.
Da er in Lysaker aufwuchs, kam er schon früh in engen Kontakt mit dem sogenannten Lysakerkretsen (Lysakerkreis) um Erik Werenskiold und Gerhard Munthe. „Der Einfluss dieses Kreises ist in seinen frühesten Werken deutlich zu erkennen.“

### Tagesanbruch

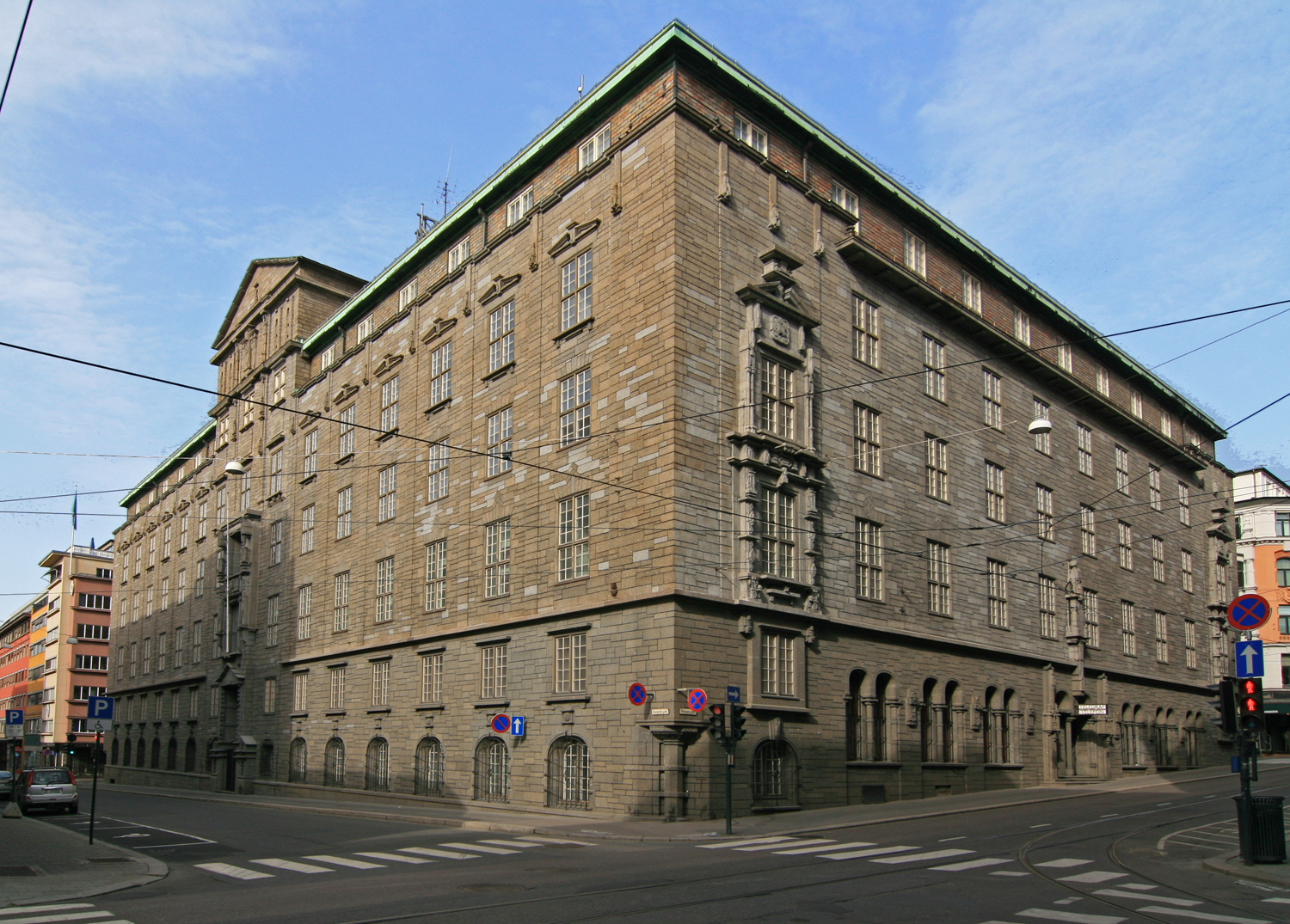
Telegrafengebäude, Tollbugata 24, Oslo, 1916–1924.

1907 kehrte Arneberg als fertiger Architekt nach Kristiania zurück und schloss eine Partnerschaft mit Ole Sverre (bei dem er bereits während des Studiums als Assistent gearbeitet hatte). Arneberg und Sverre beteiligten sich am Wettbewerb für die königliche Villa (Kongsseteren) am Voksenkollen und gewannen den 2. Preis mit einem Entwurf, der in der norwegischen Tradition stand, aber an ältere Stile in ihr anknüpfte. Das Projekt Daggry (Tagesanbruch) wandte sich von dem Drachen- und dem Schweizerstil ab, verwarf die von Stabkirchen und Speichergebäuden stammenden Dekorationen und wählte eine „einfache Grundrissform, lange durchgehende Dachflächen und ruhige Giebel. Dieser Entwurf trug dazu bei, eine neue Richtung in der norwegischen Architektur einzuschlagen, die als Sorenskriverstil bekannt wurde.“ Die Elemente des Entwurfs stammten von den schweren, geschlossenen Bauernhöfen in Gudbrandsdalen und anderen großen alten Höfen im Flachland Ostnorwegens.
Der Entwurf, von beiden Partnern eingereicht, aber in Wirklichkeit ausschließlich von Arneberg stammend, „wurde von den Zeitgenossen als moralischer Sieger des Wettbewerbs angesehen.“ „Er gilt seitdem als Innovation in der nationalen Architektur Norwegens.“ Der „Durchbruch in der norwegischen Architektur […] in völliger individueller Unabhängigkeit von den historischen Vorbildern“ machte den Drachenstil als die das 19. Jahrhundert dominierende Ausdrucksform der Nationalromantik obsolet.

### Bauten im neuen Stil
1908 trennte sich Arneberg von seinem Partner und gründete sein eigenes Architekturbüro. Sein erstes eigenständiges Bauprojekt und das erste im Stil des Tagesanbruchs verwirklichte, die Eidsvold Folkehøiskole, ist stark von der Ästhetik des Lysakerkretsen geprägt. Die Räume sind gestaltet „in kräftigem Blau, Grün und Hellrot. Hier kann man auch die Inspiration durch Munthes eigenes Haus Leveld in Lysaker und damit eine Verbindung zu dem schwedischen Künstler Carl Larsson erkennen.“
Nachdem Arneberg 1912 den ersten Preis des Wettbewerbs für die Bahnhofsgebäude zwischen Otta und Dombås der Dovrebanen gewonnen hatte, konnte er seinen für die Königsvilla entwickelten Stil erstmals auch umsetzen. Übrigens hatten die NSB als Ausschreiber selbst verlangt, dass die Bahnhöfe die traditionellen Bauernhäuser des Gudbrandsdalen-Tals widerspiegeln sollten.

### Zusammenarbeit mit Magnus Poulsson

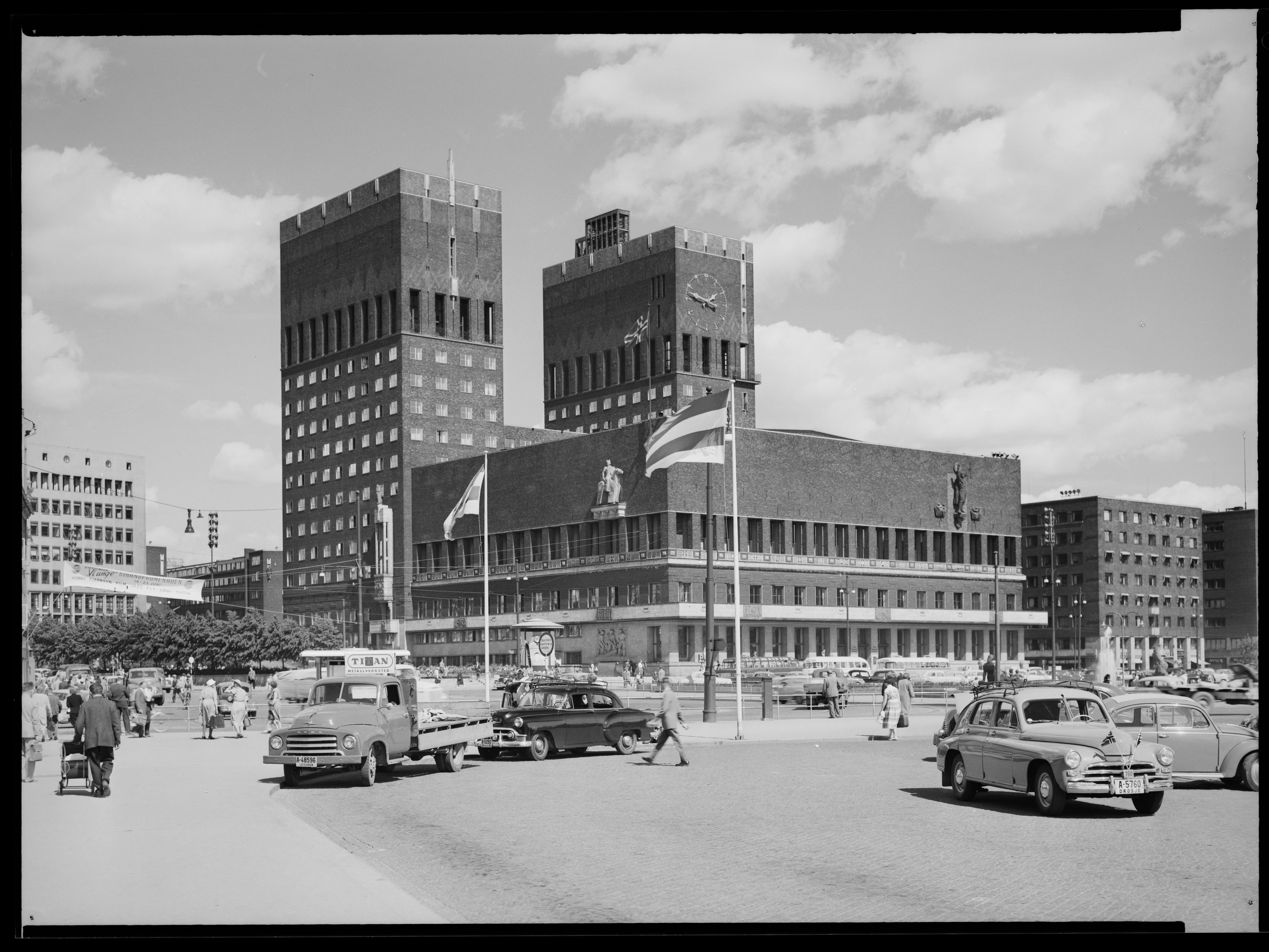
Rathaus von Oslo, 1916–1950. Foto vor 1957.

Gemeinsam mit seinem Studienkollegen hat Arnstein Arneberg einige seiner bedeutendsten Werke entworfen. Die norwegische Seemannskirche (Den norske Sjømannskirke) in Rotterdam von 1914, ein Werk der traditionellen norwegischen Holzbaukunst, war Arnebergs erster Kirchenbau. 1916–1924 entwarfen die beiden das Telegrafengebäude (Telegrafbygningen) in der Tollbugata 24 in Oslo.
Arneberg und Poulsson gewannen 1916 mit dem Entwurf Vaar i Norge (Frühling in Norwegen) den Wettbewerb für den Neubau des Rathauses von Oslo. „Dies leitete einen ungewöhnlich anspruchsvollen Entwurfsprozess ein, der einen erneuten Wettbewerb und eine Reihe von Projekten in verschiedenen Stilen umfasste, bis 1931 eine Einigung über das Gebäude erzielt wurde.“ Die ersten Entwürfe – 1918 hatte es einen erneuten, ebenfalls von Arneberg und Poulsson gewonnenen Wettbewerb gegeben – orientierten sich noch am neobarocken Stil des von Ragnar Östberg errichteten Stockholmer Rathauses.
Der wesentlich geänderte Entwurf von 1931 wurde dann „während des Baus weitgehend befolgt“. Die Grundlage ist ein langgestreckter Quader, der die Versammlungsräume und Restaurants beherbergt. Darauf stehen zwei mächtige kubische Türme, in denen die Büros untergebracht sind. Die Außenflächen „sind mit A.s unverwechselbaren Ornamenten sowie mit weiteren Verzierungen in Form von Skulpturen und Mosaiken geschmückt“. Das Rathaus, dessen Bau durch den Krieg unterbrochen wurde, konnte erst 1950 eingeweiht werden.
Das monumental wirkende Gebäude prägt das Stadtbild von Oslo markant, vor allem wenn man sich der Stadt über den Seeweg nähert. Das Rathaus (und auch das Telegrafengebäude) zeichnen sich „durch ein enges Zusammenspiel von Architektur und Dekoration und einen hervorragenden Umgang mit den Materialien aus.“ Die „reich dekorierte Prachtarchitektur in der Verbindung von Bildhauerei, historisierender harter Ornamentik (geprägt von der Gotik) und kubisch strengen Gebäudeformen“ wird dem Funktionalismus zugerechnet. Ein zeitgenössischer Kommentar stellte fest, dass die „Zusammenarbeit der Künste“ zum ersten Mal seit der Renaissance wieder einen monumentalen Bau geprägt hatte.
Im Zusammenhang mit dem Bau des Rathauses wurde das umliegende Stadtviertel Pipervika, ursprünglich ein ärmlicher Vorort Oslos, abgerissen und neu bebaut. Arnstein Arneberg war Leiter der dafür zuständigen Regulierungsbehörde.

### Eine Grabkirche für Wikingerschiffe

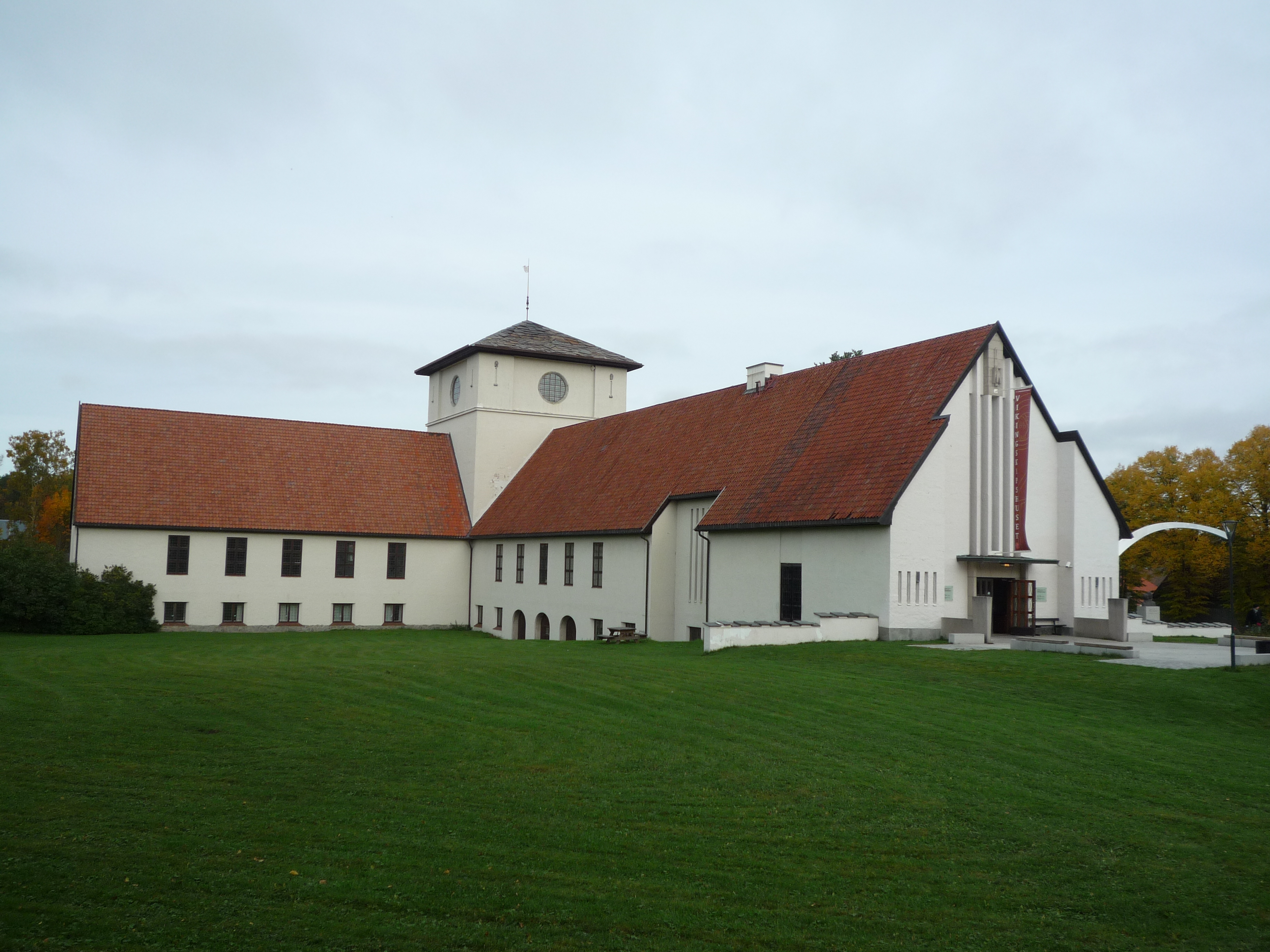
Vikingskipshuset auf Bygdøy, Oslo, 1926.

Einen Wettbewerb für die Neugestaltung des Nationalmuseums in Bygdøy hatte er schon 1914 gewonnen, aber erst 1929 durfte Arneberg mit dem Vikingskipshuset (Wikingerschiffsmuseum) die erste Bauphase realisieren. Plan und Formbehandlung sind „eher praktisch und funktionell“ ohne Anklänge an Neobarock oder Neoklassik; das Gebäude passt sich seinem Inhalt an: „With its square central tower, from which four rectangular wings with steeply pitched roofs project, the Vikingskipshus in Oslo (first wing 1926; tower and two more wings 1929; final wing 1954; all by Arneberg), looks like a church. Arneberg wanted to build a ‚burial church‘ for the important excavation finds in the museum.“

### Restaurierungen
Arneberg hatte auch ein „unbestreitbares Interesse am Schutz alter Denkmäler“ und war mit Harry Fett befreundet, der als Riksantikvaren oberster Denkmalschützer Norwegens war. Er hat eine große Anzahl von Kulturdenkmälern restauriert und umgebaut. Das größte Projekt, das ihn dreißig Jahre lang beschäftigte (1929–1962), war die Festung Akershus. Er restaurierte den Ostflügel, stattete das Innere von Schloss und Kirche aus und erneuerte 1948 die königliche Grabkapelle. Hier folgte er dem Prinzip der originalgetreuen Instandsetzung.
Arnebergs Restaurierungen sind nämlich des Öfteren „übergriffig“ und „zeigen Mangel an Respekt für die entwicklungsgeschichtliche Eigenart des Denkmals, z. B. beim Dom zu Oslo, oder für das Schaffen älterer Kollegen, z. B. Kirche in Vestre Fredrikstad“. In den 1950er Jahren wurden in einer Reihe von Kirchen „neugotische Elemente mit harter Hand ausgeräumt und durch A.s persönliche Farbgebung und ornamentalen Stil ersetzt“. Im Dom von Fredrikstad ließ er zwar den Innenraum weitgehend bestehen, versah ihn aber mit seinen Farben und Ornamenten. In der Hamar Domkirke dagegen entfernte Arneberg die ursprüngliche neugotische Innenausstattung vollständig.

### Repräsentative Villen

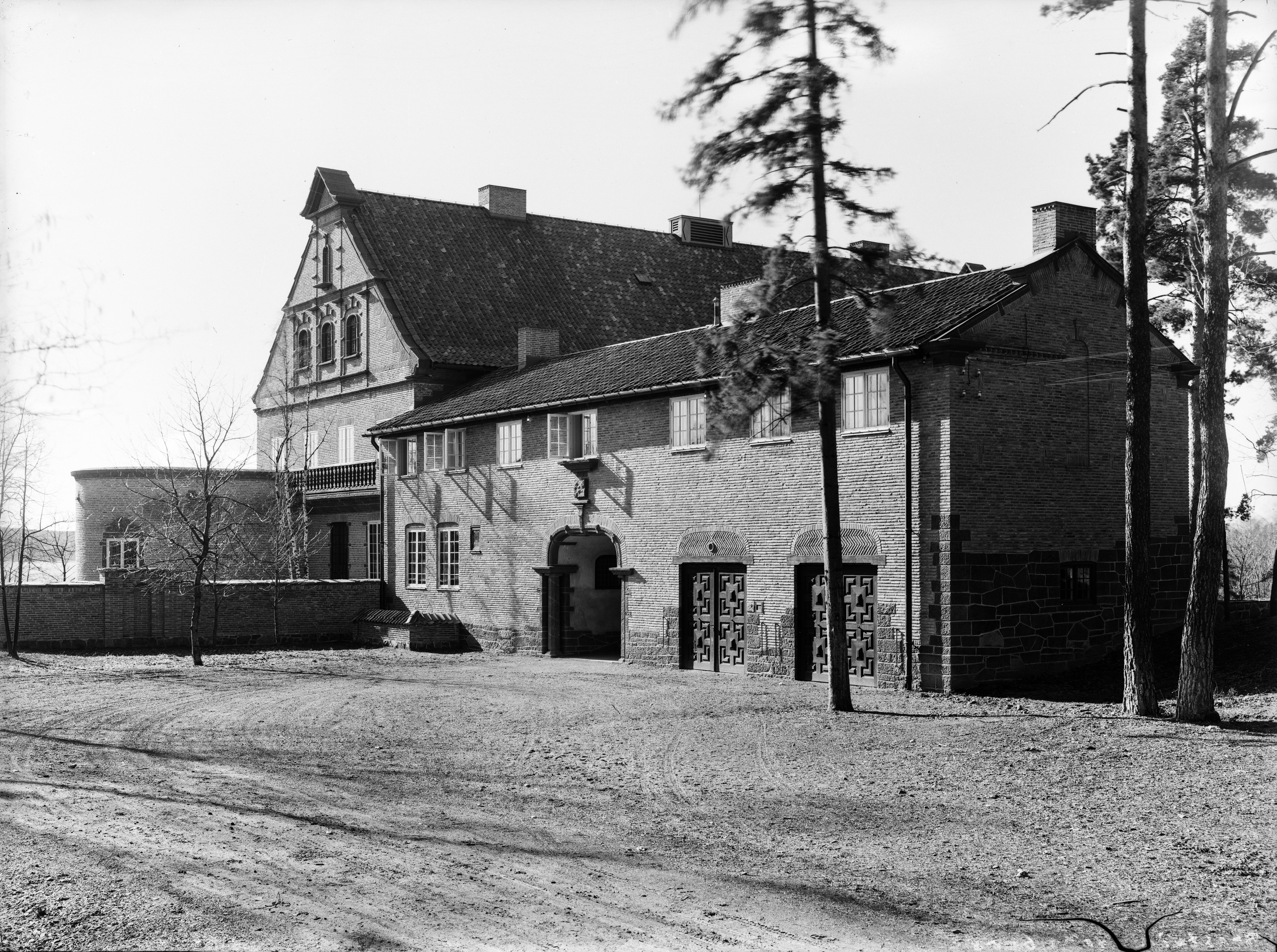
Villa Elsero, Jonsrudveien 1, Oslo, 1918–1922.

Ab 1910 und bis in die 1930er Jahre erbaute Arnstein Arneberg in und um Oslo zahlreiche großbürgerliche Villen, die zu seinem Markenzeichen wurden. Sie weisen verschiedene Stile auf. Arnebergs eigenes Wohnhaus Evenstad (1924) gehört zur Gruppe der im Sorenskriverstil gestalteten Holzhäuser: niedrige, etwas langgestreckte Gebäude mit Walmdächern und kleinen Fenstern. Die Gruppe der Backsteinvillen wird repräsentiert durch die Villa Halvorsen (1917) und Store G (später in Munkebakken umbenannt; 1916–1918) in Fornebu (Bærum), die beide an die schwedische Renaissance und den Barock erinnern. Hier ist der Einfluss seiner Studienjahre in Schweden deutlich; ein Einfluss, der „hauptsächlich allgemeiner Natur ist und weniger durch einen einzelnen schwedischen Architekten geprägt wird.“
Arnebergs Villa Elsero (1918–1923) ist (laut Grove) ein „masterpiece of modern domestic architecture [which] exemplifies Arneberg’s increasing tendency towards simplification in the post-war, neo-classical architectural milieu.“ Drei Flügel umschließen einen Rosengarten, der dem Anwesen seinen Renaissance-Charakter verleiht. Der weiß verputzte Backstein wird nur durch die Fenster und ein pompöses neoklassizistisches Portal mit gebrochenem Giebel unterbrochen. „This and other sophisticated and articulate designs were much appreciated by the well-to-do.“ Für Elsero wurde Arneberg 1927 das Houens fonds diplom verliehen.
Mit dem Erstarken des Neoklassizismus in den 1920er Jahren wurde auch Arneberg von dieser Bewegung beeinflusst, „aber er machte sich den strengen internationalen Klassizismus, der einen Großteil der norwegischen Architektur zu dieser Zeit kennzeichnete, nie ganz zu eigen. […] Ab den 1930er Jahren verwendete A. häufig moderne Baumaterialien und -techniken, aber er wurde in seiner Formensprache nie zum Funktionalisten. Sein Modernismus ging nur selten über die Formen der Neuen Sachlichkeit der späten 1920er Jahre hinaus.“ Diese Sachlichkeit prägte seine Bauten Skaugum (Residenz der norwegischen Kronprinzen in Asker; 1932) und Smedbråten (für Johan H. Andresen; 1935) in Oslo. Mit der Villa Midtåsen (für Anders Jahre; 1935) in Sandefjord bettete Arneberg einen „sehr schlichten Baukörper“ in „einen reich gestalteten Garten“ ein.

### Kirchenbauten

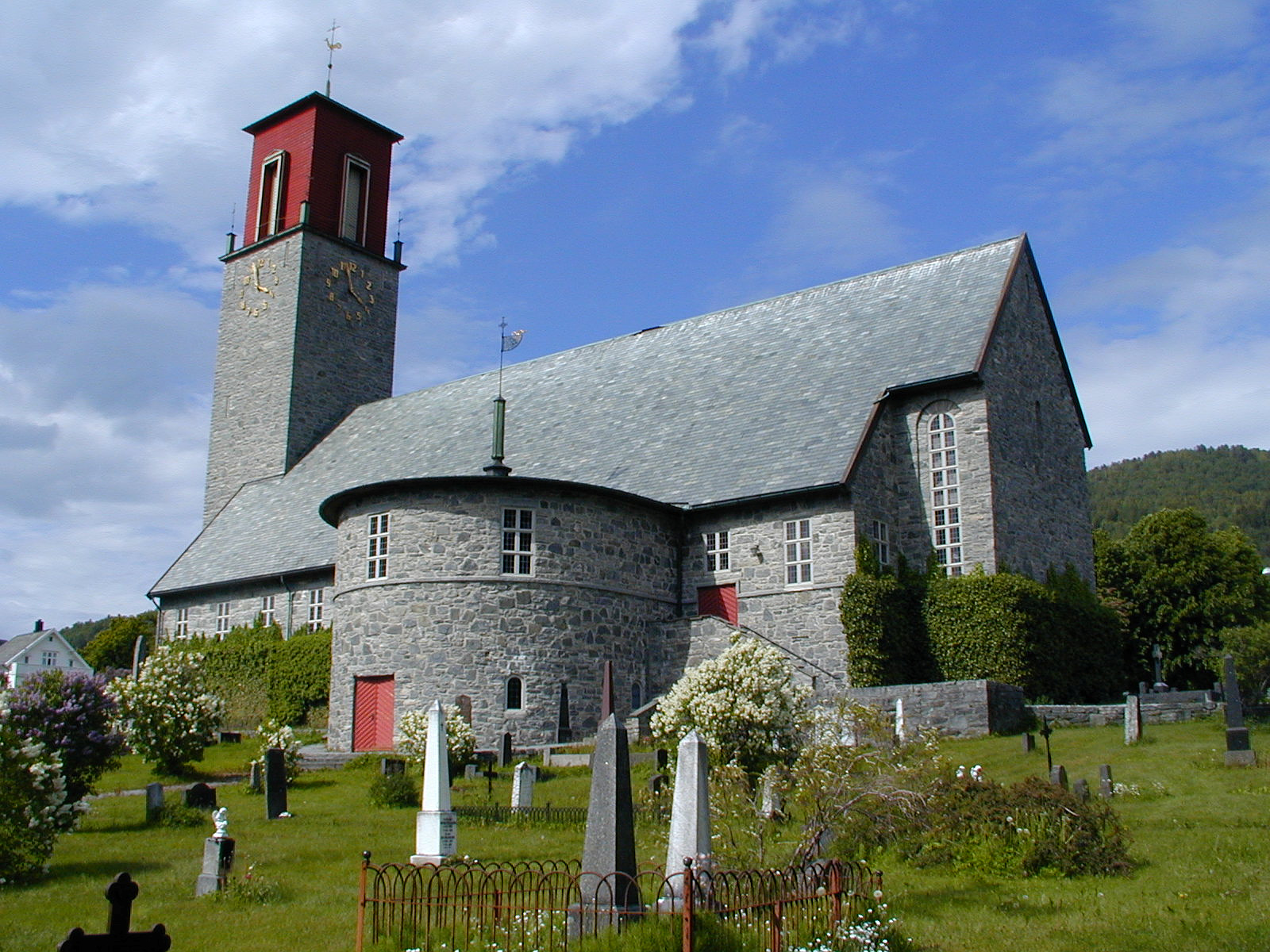
Volda kirke, Volda, Sunnmøre, 1929–1932.

Kirchenbauten waren für Arnstein Arneberg eine willkommene Gelegenheit zur Zusammenarbeit mit bildenden Künstlern. Henrik Sørensen war ein Freund und Mitarbeiter, und in der Volda-Kirche (1932) begann Arneberg die Zusammenarbeit mit dem Maler Hugo Lous Mohr, der hier die Fresken und später im Osloer Dom das große Deckengemälde ausführte. Auch die Ullensaker-Kirche (1958) zeigt Arnebergs typischen Stil mit markanten Proportionen, Ornamenten in geraden, teilweise auf die Gotik zurückgehenden, Formen und einer engen Verzahnung seiner Arbeit mit jener der bildenden Künstler.

### UN Sicherheitsrat
Eine Besonderheit im Arnebergs Œuvre ist die Gestaltung des Saals des Sicherheitsrates im UN-Gebäude in New York. Das Interieur besteht aus markanten, ovalen Stuhlreihen und Wandabschnitten, die durch exquisite Materialeffekte auffallen. Das große Wandgemälde im Hintergrund wurde von Per Krohg geschaffen. Die erste Sitzung im Saal – ein Geschenk der norwegischen Regierung an die UN – fand am 1. Januar 1952 statt. (Auch die 2013 notwendig gewordene Renovierung wurde aus dem norwegischen Budget bestritten.)

### Späte Jahre
Im Alter wurde Arnstein Arneberg mit zahlreichen Auszeichnungen geehrt: Kommandeur des Sankt-Olav-Ordens (1950, Beförderung zum Kommandeur mit Stern 1958), Statens kunstnerlønn (Staatliches Künstlergehalt, ab 1954), St. Hallvard-Medaille der Stadt Oslo (1956), Schwedische Prinz-Eugen-Medaille, 1960.
Einen Tag vor seinem 70. Geburtstag erschien im Arbeiderbladet ein Interview, in dem sich Arneberg frisch und unternehmenslustig äußert:

„Ich bin noch nicht alt genug, um mit dem zufrieden zu sein, was ich tue. Es gibt immer etwas, das ich im Nachhinein anders gemacht hätte. Das ist das Schöne an der Arbeit eines Architekten: Jedes Mal, wenn man eine Aufgabe in Angriff nimmt, denkt man, dass man es dieses Mal richtig machen wird. Und wenn man dann fertig ist, stellt man fest, dass es dieses Mal auch nicht ganz geklappt hat, aber beim nächsten Mal wird es klappen. … Das ist es, was einen immer wieder frisch hält.“

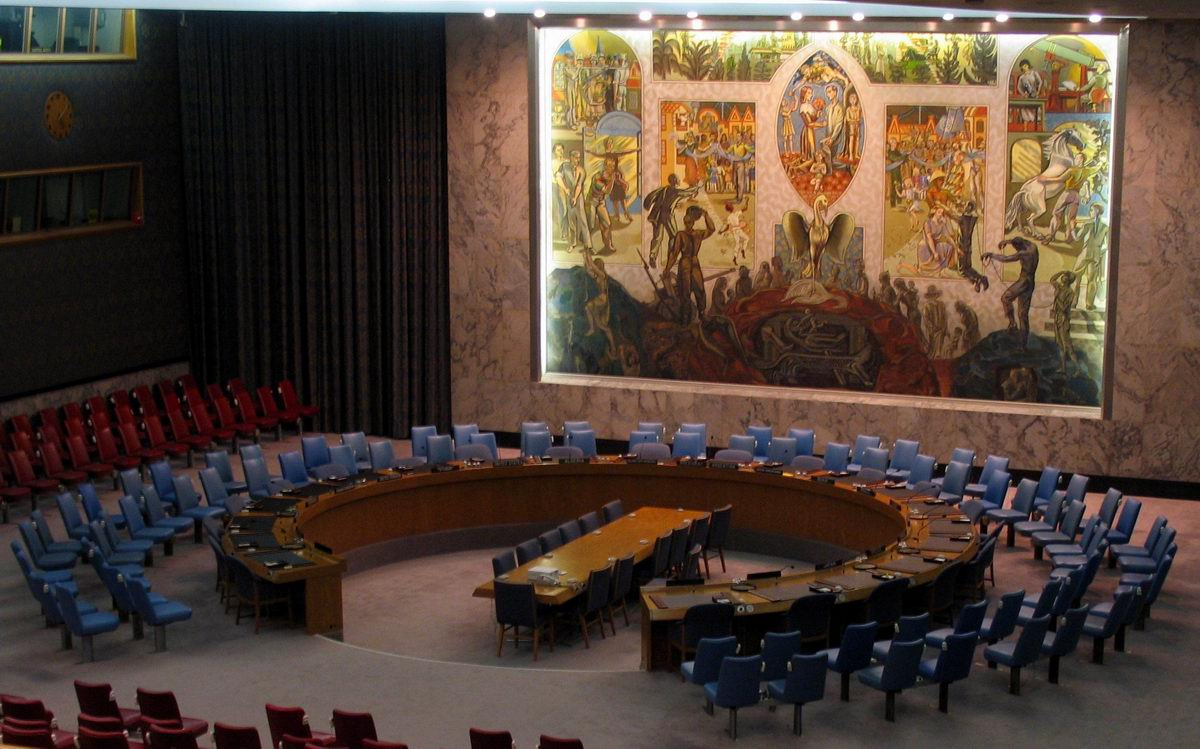
Sicherheitsrat, UN-Gebäude, New York, 1950.

Vielleicht wollte er nun aber doch ein wenig kürzer treten. Nachdem er sein Unternehmen seit 1908 allein geführt hatte, nahm Arneberg 1954 drei Vertreter der jungen Generation als Partner in sein Architekturbüro auf: die Architekten Olav S. Platou (1918–2009) und Per Solemslie (1919–2008) sowie den Innenarchitekten Finn Nilsson (* 1921).
Etwa zur selben Zeit wurde er von der schwedischen Kritik als „einer der Pioniere der neuen, objektiv monumentalen Baukunst in Norwegen“ angesehen. Und in Dänemark war er bereits 1915 als „Gründer einer Schule“ mit „großem Einfluss auf die jüngere Entwicklung der norwegischen Architektur“ bezeichnet worden.

### Nachwirkung
Arnebergs Leistungen wurden posthum, in den 1960er und 1970er Jahren, auch in Norwegen kaum gewürdigt und seine Konzepte hatten keinen Einfluss auf den Lehrplan der Architekturausbildung. International hatte die norwegische Architektur ohnehin einen schweren Stand; sie wurde (zumindest in den dünneren Kompendien) ganz unterschlagen. Im Artikel Skandinavien des Lexikons der Weltarchitektur von 1976 wird die schwedische und dänische Architektur des 20. Jahrhunderts auf mehreren Seiten geschildert. Er endet mit dem Satz: „Verglichen mit der Unbekümmertheit all dieser schwed. und dän. Bauten ist das Rathaus von Oslo, das 1933-50 von A. Arneberg und B. Poulsson erbaut wurde, plump.“ Daraus spricht die Unverständnis des Modernismus für den nationalen historisierenden Stil in Norwegen.
1982 organisierte das Norsk Arkitekturmuseum anlässlich des hundertsten Geburtstags der beiden Architekten Arneberg und Poulsson eine Gedenkausstellung, die passenderweise im Osloer Rathaus stattfand. Die Ausstellung würdigte die beiden „als Vermittler norwegischer Bautraditionen in einem Jahrhundert, das von Unterbrechungen, Umwälzungen und der Industrialisierung des Baugewerbes geprägt war.“

## Ausbildung
(Quelle:)
- Assistent des Architekten Alfred Chr. Dahl in Kristiania, 1898–1900.
- Praktische Arbeit als Maurer, Sommer 1899.
- Architekturausbildung an Den kongelige tegneskole (Königliche Zeichenschule) bei Herman M. Schirmer, 1899-1902 (mit Teilnahme an mehreren Studienreisen im Gudbrandsdalen).
- Assistent des Architekten Ole Sverre in Kristiania, 1900–1903.
- Assistent des Architekten Gustaf Lindgren in Stockholm, 1903–1906.
- Architekturausbildung an der Kungliga Tekniska Högskolan (KTH) in Stockholm bei den Professoren Isak Gustaf Clason und Erik Lallerstedt, 1904-1906.
- Assistent bei Erik Lallerstedt 1906-1907.

## Stipendien und Auslandsaufenthalte
(Quelle:)

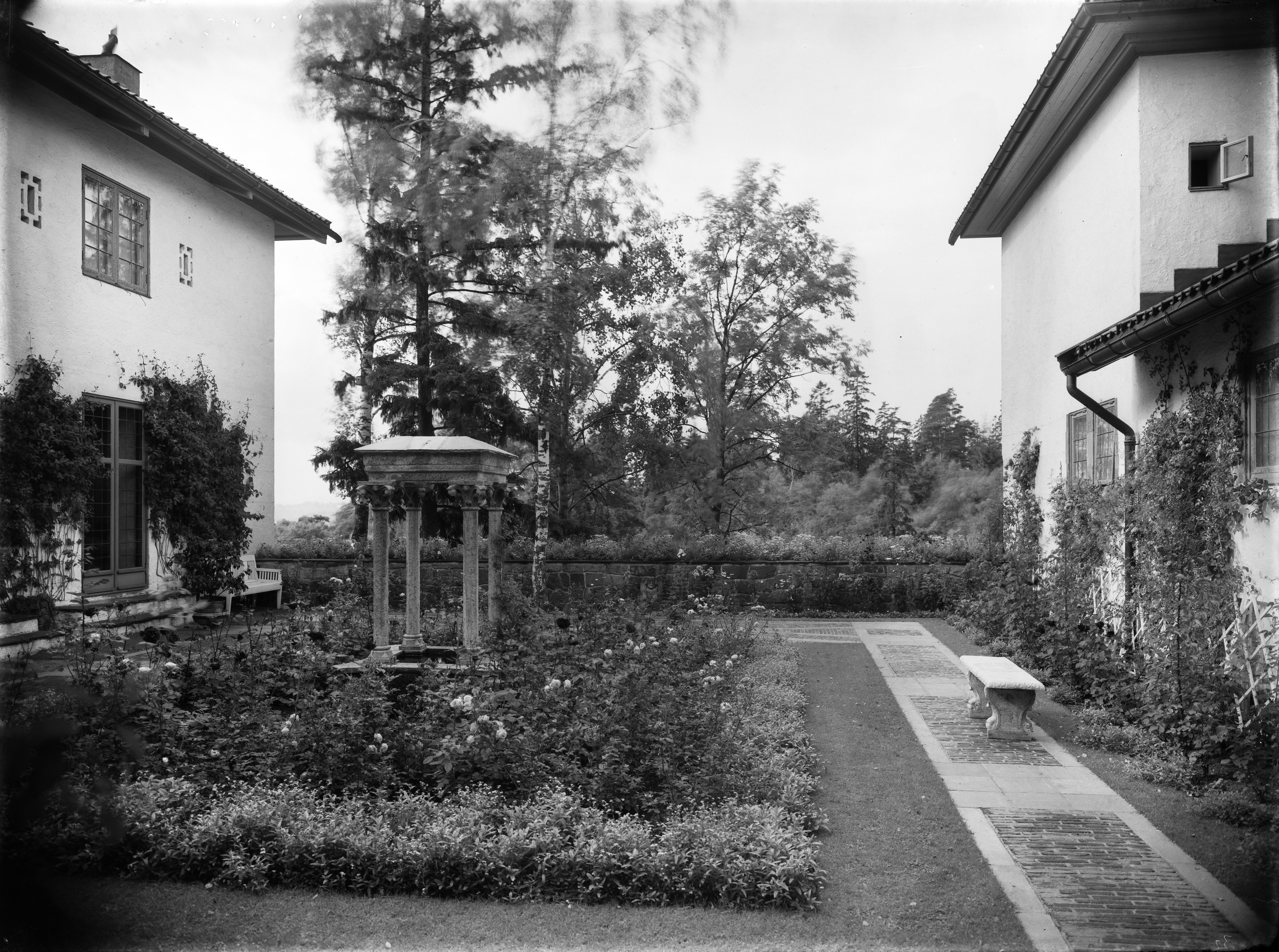
Der Rosengarten in der Villa Elsero. Foto 1922.

- Studium norwegischer Bauernhöfe während der Hochschulferien vor 1907, u. a. in Numedal mit einem Stipendium 1906.
- Statens reisestipend (Reisestipendium der Regierung) 1907.
- Studienreisen nach Dänemark, Deutschland, Paris, Spanien und Italien 1907 und 1910–1911.
- Später kürzere Reisen nach Finnland, England, den Niederlanden und Frankreich.
- Italien 1921.

## Mitgliedschaften
(Quelle:)
- Norske arkitekters landsforbund (Norwegischer Architektenverband).
- Oslo arkitektforening (Osloer Architektenvereinigung).
- Vorstandsvorsitzender des Arkitektkurset in 1945 bzw. des Statens arkitektkurset 1946–1950 in Oslo.

## Preise und Auszeichnungen
(Quelle:)
- Sundts premie für Bygdøy allé 77, 1924.
- Houens fonds diplom für Villa Mustad (Elsero), Jonsrudveien 1, 1927.
- Mitglied der Schwedischen Kungliga Akademien för de fria konsterna, 1943.[26]
- Kommandeur des Schwedischen Königlichen Nordstern-Ordens, 1946.[15]
- Ritter 1. Klasse des norwegischen Sankt-Olav-Ordens, 27. April 1948, für die Restaurierung von Schloss Akershus.[27]
- Kommandeur des Sankt-Olavs-Ordens, 12. Mai 1950, als ausführender Architekt für die Errichtung des Osloer Rathauses.[27]
- Statens kunstnerlønn (Staatliches Künstlergehalt), ab 1954 als erster norwegischer Architekt.
- St. Hallvard-Medaille der Stadt Oslo, 1956.
- König Haakon VII. Erinnerungsmedaille in Gold, 1957.[28]
- Kommandeur mit Stern des Sankt-Olavs-Ordenss, 19. Dezember 1958, für Verdienste um die norwegische Baukunst.[27]
- Schwedische Prinz-Eugen-Medaille, 1960.[29]

## Realisierte Arbeiten (Auswahl)

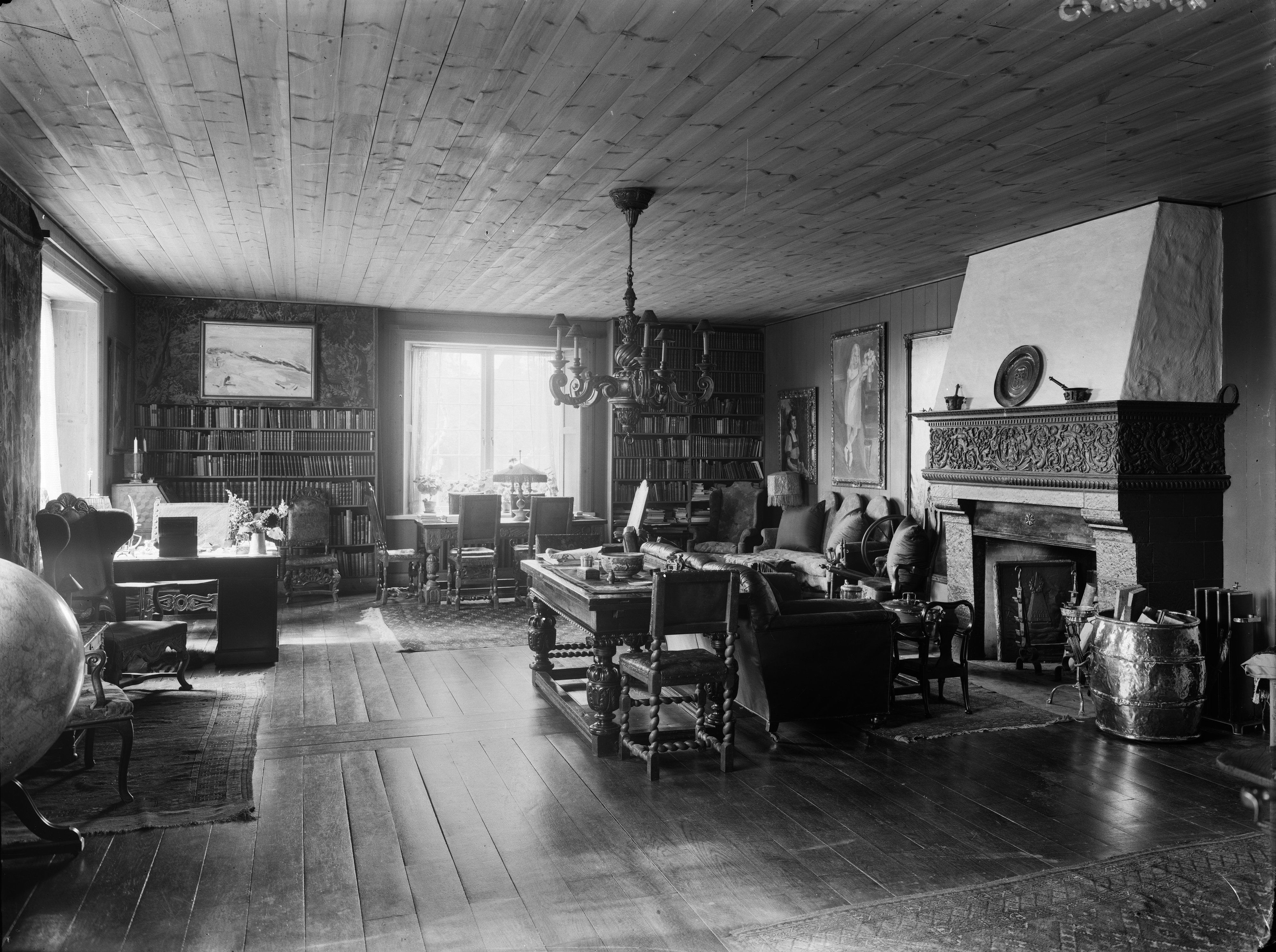
Interieur der Villa Elsero. Foto 1922.

(Quelle:, dort auch ein vollständiges Werkverzeichnis)

### Öffentliche Bauten
- Volkshochschule Eidsvold, 1907. Zerstört 1980.[19]
- Landwirtschaftsschule Akershus und Restaurierung des Hofes Gamle Hvam, Nes (Akershus), 1911–1914.
- Bahnhofsgebäude für die Norges Statsbaner, Strecke Otta–Dombås der Dovrebanen, 1912.
- Volksschule Brandengen, Drammen, 1912.
- (Mit Magnus Poulsson:) Rathaus von Oslo, 1916–1950.
- (Mit Magnus Poulsson:) Telegrafengebäude, Tollbugata 24, Oslo, 1916–1924.
- Vikingskipshuset auf Bygdøy, Oslo, 1926.
- Festung Akershus, Oslo, Restaurierung des Schlosses und der Schlosskirche, 1929–1962; Einrichtung der königlichen Grabkapelle, 1948.
- Interieur des Sicherheitsrates, UN-Gebäude, New York, 1950.
- Park hotell und Hvalfangstens hus, Sandefjord, 1957–1960.

### Kirchen
- (Mit Magnus Poulsson:) Den norske Sjømannskirke, Rotterdam, 1914.
- Volda kirke, Volda, Sunnmøre, 1929–1932.
- Vår Frelsers kirke (Osloer Dom), Oslo, Restaurierung des Innenraums und neue Sakristei, 1933–1951.
- Glemmen nye kirke, Fredrikstad, 1949 (teilweise mit Mauern aus der alten abgebrannten Kirche).
- Hamar Domkirke, neue Innenausstattung, 1952.
- Fredrikstad Domkirke, Restaurierung, 1954.
- Ullensaker kirke („Romerikskatedralen“), 1958.

### Villen
- Karen Grude und Halvdan Koht, Fjellveien 2, Bærum, 1910.
- Store G. für Gerd und Otto Nyquist (später übernommen von N. Werring und umbenannt in Munkebakken), Fornebuveien 41, Bærum, 1916–1918.
- Halvorsen (später Residenz des finnischen Botschafters), Thomas Heftyes gate 3, Oslo, 1917.
- (Mit E. Andersen:) Ivar An. Christensen, Fredrik Stangs gate 22, Oslo, 1918.
- Elsero für Mustad, Jonsrudveien 1, Oslo, 1918–1922.
- Evenstad (eigenes Wohnhaus), Madserud allé 38, Oslo, 1924.
- Skaugum für Kronprinz Olav und Kronprinzessin Märtha, Asker, Wiederaufbau nach Brand 1930-1932.
- Midtåsen für Anders Jahre, Sandefjord, 1933.
- Smedbråten für Johan H. Andresen, Hengsengveien 1, Oslo, 1935.

## Projekte (Auswahl)
(Quelle:)

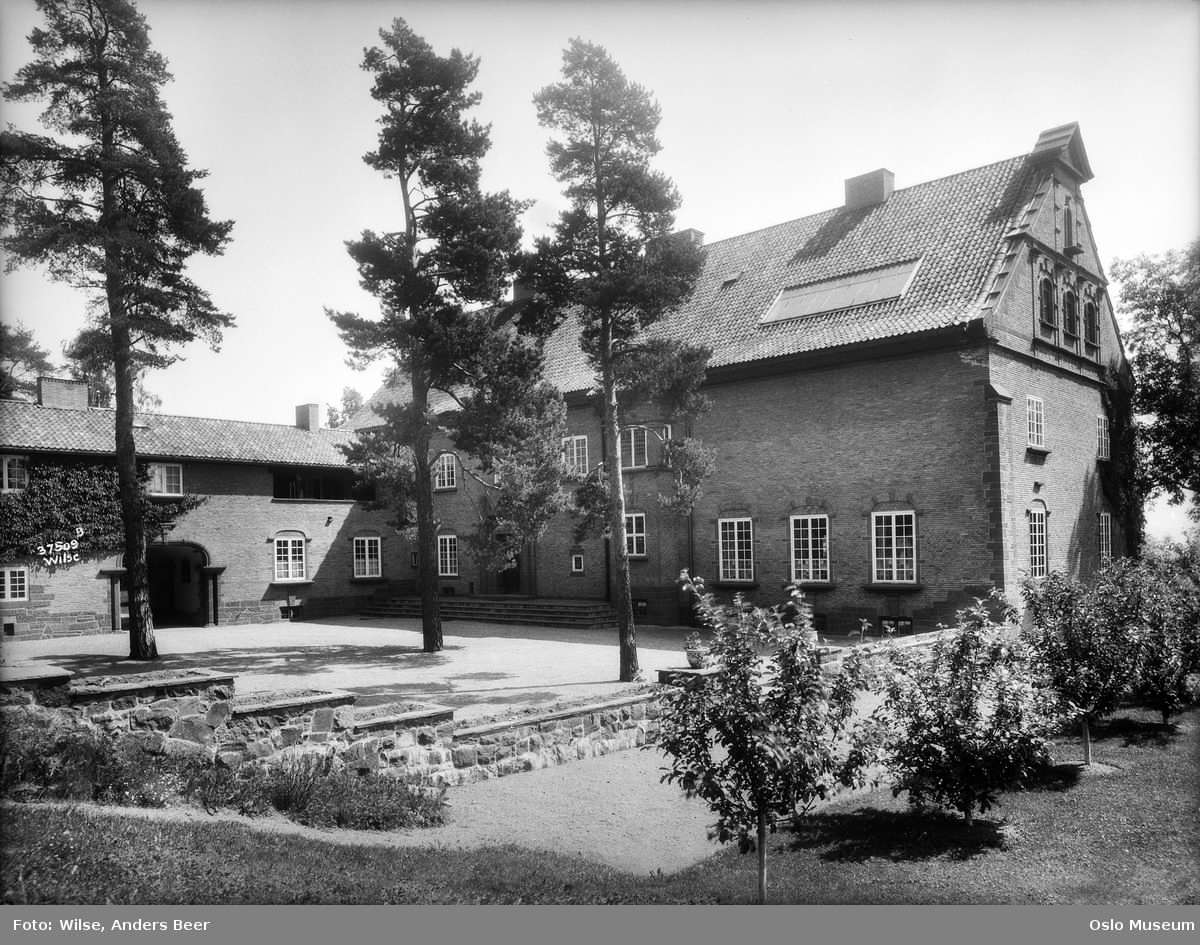
Villa Munkebakken, Fornebuveien 41, Bærum, 1916–1918.

- (Mit Ole Sverre:) 2. Preis für Kongevillaen am Voksenkollen, 1907.
- (Mit Magnus Poulsson und Alf Rolfsen:) 2. Preis für Eidsvollsmonumentet in Studenterlunden, 1926.
- 3. Preis für Folketeatret, Oslo, 1927.
- (Mit Magnus Poulsson:) Preis für Kunstnernes Hus, Oslo, 1928.
- (Mit Magnus Poulsson:) Preis für die Wohnung des Kronprinzenpaares in Oscarshall, Bygdøy, 1929.
- Norwegische Botschaft in Stockholm, 1948.
- Voksenkollen Touristenhotel, 1952.

## Gemeinschaftsausstellungen
(Quelle:)
- Høstutstillingen 1907–1909.
- Den norske arkitekturutstillingen, Oslo und Kiel, 1929.

## Bildende Kunst
- Entwürfe für die 4. Ausgabe (1948–1976) von Banknoten der Norges Bank.[30]

## Weblinks

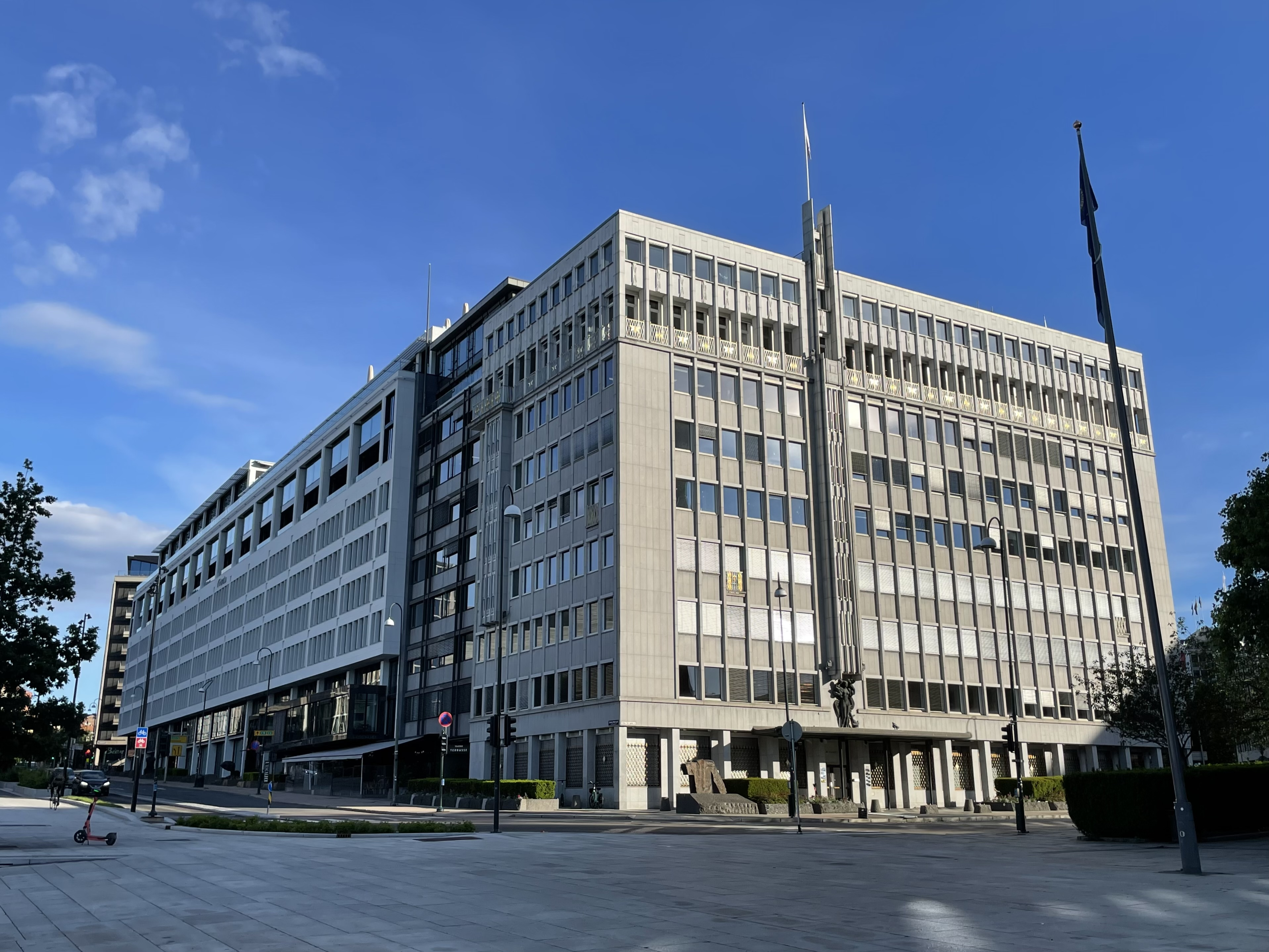
Ecke Dronning Mauds gate 1-3 und Olav Vs gate 5, Oslo